# Mirandaia
Mirandaia — вимерлий рід опосумів (Didelphimorphia), що жили на початку кайнозою в Південній Америці (Бразилія).